# Банки (Луизијана)
Банки (енгл. Bunkie) град је у америчкој савезној држави Луизијана.

## Демографија
По попису из 2010. године број становника је 4.171, што је 491 (-10,5%) становника мање него 2000. године.
| Група             | 2000.         | 2010.         |
| Белци             | 2.219 (47,6%) | 1.630 (39,1%) |
| Афроамериканци    | 2.343 (50,3%) | 2.385 (57,2%) |
| Азијати           | 13 (0,3%)     | 21 (0,5%)     |
| Хиспаноамериканци | 69 (1,5%)     | 84 (2,0%)     |
| Укупно            | 4.662         | 4.171         |